# Westport (Ontario)
Westport es un pueblo canadiense situado en la provincia de Ontario.

## Superficie
Westport tiene una superficie de 2,19 km².

## Demografía
En 2021, tenía 634 habitantes, una densidad poblacional de 289 hab./km², y 359 viviendas.